# 愛媛県道137号金子中萩停車場線
愛媛県道137号金子中萩停車場線 （えひめけんどう137ごう かねこなかはぎていしゃじょうせん）は、愛媛県新居浜市を通る一般県道である。

## 概要
新居浜市磯浦町から新居浜市大生院に至る。愛媛県道13号壬生川新居浜野田線を起点とし、新居浜市内西部の丘陵地を越え、国道11号に一部重複しJR四国予讃線 中萩駅に至る、市内の川西地区と上部地区を結ぶ県道である。
特に、川西地区側はカーブが連続する山道の形相を呈しているが、道幅はそれなりに広く、通行はしやすい。上部地区側を中心に順次拡幅工事が行われ、徐々に片側一車線となっている区間が増えている。川西地区側は景観が開ける箇所があり、住友化学愛媛工場や市街地の夜景が望めるスポットとしても知られる。
途中、滝の宮カントリークラブの別子コースと石鎚コースの間を通過する。

### 路線データ
- 起点：新居浜市磯浦町 （愛媛県道13号壬生川新居浜野田線交点）
- 終点：新居浜市大生院 （JR四国予讃線 中萩駅前）

## 路線状況

### 重複区間
- 国道11号・国道192号（新居浜市萩生・萩生交差点 - 新居浜市大生院・中萩駅前交差点）

### 道路施設

#### 橋梁
- 北河端（北河川、新居浜市）

### 事前通行規制区間
「（一）金子中萩停車場線 金子乙（金子橋） - 萩生」の2.8 kmの区間は、以下の場合に豪雨時は通行規制が敷かれ通行止となる。
| # | 規制内容                                 |
| - | ---------------------------------------- |
| 1 | 時間雨量が40 mmに達した時                |
| 2 | 連続雨量が200 mmに達した時               |
| 3 | パトロールにより道路が危険と思われる場合 |

## 地理

### 通過する自治体
- 愛媛県
  - 新居浜市

### 交差する道路
| 交差する道路                                 | 交差する場所 | 交差する場所   |
| -------------------------------------------- | ------------ | -------------- |
| 愛媛県道13号壬生川新居浜野田線               | 磯浦町       | 起点           |
| 国道11号 重複区間起点 国道192号 重複区間起点 | 萩生         | 萩生交差点     |
| 国道11号 重複区間終点 国道192号 重複区間終点 | 大生院       | 中萩駅前交差点 |

### 沿線
- 新居浜磯浦郵便局
- 新居浜萩生郵便局
- 滝の宮カントリークラブ
- 特別養護老人ホーム ハートランド三恵
- JR四国予讃線 中萩駅